# Чемпіонат світу з легкої атлетики 1995
Чемпіонат світу з легкої атлетики 1995 був проведений 5-13 серпня в Гетеборзі на стадіоні «Уллеві».
Чемпіонат був відзначений низкою найвищих результатів — під час змагань було встановлено три світових рекорди, а також шість рекордів чемпіонатів світу.
Починаючи саме з цього чемпіонату, до жіночої програми був включений біг на 5000 метрів. Ця дисципліна замінила біг на 3000 метрів, котрий був частиною програми всіх попередніх чемпіонатів.
На чемпіонаті були встановлені два світових рекорди у потрійному стрибку серед чоловіків та жінок. Рекорд у потрійному стрибку серед жінок, встановлений українкою Інесою Кравець простояв 26 років та був перевершений венесуелкою Юлімар Рохас у серпні 2021 на Олімпіаді-2020.

## Призери

### Чоловіки
| Дисципліна                | Золото                                                                                            | Золото      | Срібло                                                                                 | Срібло   | Бронза                                                              | Бронза   |
| ------------------------- | ------------------------------------------------------------------------------------------------- | ----------- | -------------------------------------------------------------------------------------- | -------- | ------------------------------------------------------------------- | -------- |
| 100 метрів                | Донован Бейлі Канада                                                                              | 9,97        | Бруні Сурін Канада                                                                     | 10,03    | Ато Болдон Тринідад і Тобаго                                        | 10,03    |
| 200 метрів                | Майкл Джонсон США                                                                                 | 19,79       | Френкі Фредерікс Намібія                                                               | 20,12    | Джефф Вільямс США                                                   | 20,18    |
| 400 метрів                | Майкл Джонсон США                                                                                 | 43,39 CR    | Батч Рейнольдс США                                                                     | 44,22    | Грег Хотон Ямайка                                                   | 44,56    |
| 800 метрів                | Вілсон Кіпкетер Данія                                                                             | 1.45,08     | Артемон Хатунгімана Бурунді                                                            | 1.45,64  | Вебйорн Родаль Норвегія                                             | 1.45,68  |
| 1500 метрів               | Нуреддін Морселі Алжир                                                                            | 3.33,73     | Гішам ель Герруж Марокко                                                               | 3.35,28  | Венусте Ньйонгабо Бурунді                                           | 3.35,56  |
| 5000 метрів               | Ісмаель Кіруї Кенія                                                                               | 13.16,77    | Халід Буламі Марокко                                                                   | 13.17,15 | Шем Корорія Кенія                                                   | 13.17,59 |
| 10000 метрів              | Хайле Гебрселассіє Ефіопія                                                                        | 27.12,95 CR | Халід Сках Марокко                                                                     | 27.14,53 | Пол Тергат Кенія                                                    | 27.14,70 |
| 110 метрів з бар'єрами    | Аллен Джонсон США                                                                                 | 13,00       | Тоні Джарретт Велика Британія                                                          | 13,04    | Роджер Кінгдом США                                                  | 13,19    |
| 400 метрів з бар'єрами    | Деррік Едкінс США                                                                                 | 47,98       | Самуель Матете Замбія                                                                  | 48,03    | Стефан Діагана Франція                                              | 48,14    |
| 3000 метрів з перешкодами | Мозес Кіптануї Кенія                                                                              | 8.04,16 CR  | Крістофер Коскеї Кенія                                                                 | 8.09,30  | Саад аль Асмарі Саудівська Аравія                                   | 8.12,95  |
| 4×100 метрів              | КанадаДонован Бейлі Роберт Есмі Гленрой Гілберт Бруні Сурін                                       | 38,31       | АвстраліяПол Гендерсон Тім Джексон Стів Брімакомб Дам'єн Марш                          | 38,50    | ІталіяДжованні Пуджоні Еціо Мадонія Анджело Чиполлоні Сандро Флоріс | 39,07    |
| 4×400 метрів              | СШАМарлон Ремсі Дерек Міллс Батч Рейнольдс Майкл Джонсон Кевін Лайлс (забіг) Дарнелл Голл (забіг) | 2.57,32     | ЯмайкаМайкл Мак-Дональд Давіан Кларк Денні Мак-Фарлейн Грег Хотон Денніс Блейк (забіг) | 2.59,88  | НігеріяУдеме Екпейонг Кунле Адеджуїгбе Джуд Моньє Сандей Бада       | 3.03,18  |
| Марафон                   | Мартін Фіс Іспанія                                                                                | 2:11.41     | Діонісіо Серон Мексика                                                                 | 2:12.13  | Луїс Антоніу дус Сантус Бразилія                                    | 2:12.49  |
| Ходьба 20 кілометрів      | Мікеле Дідоні Італія                                                                              | 1:19.59     | Валенті Массана Іспанія                                                                | 1:20.23  | Євген Місюля Білорусь                                               | 1:20.48  |
| Ходьба 50 кілометрів      | Валентин Кононен Фінляндія                                                                        | 3:43.42     | Джованні Перрічеллі Італія                                                             | 3:45.11  | Роберт Коженьовський Польща                                         | 3:45.57  |
| Стрибки у висоту          | Трой Кемп Багамські Острови                                                                       | 2,37        | Хав'єр Сотомайор Куба                                                                  | 2,37     | Артур Партика Польща                                                | 2,35     |
| Стрибки з жердиною        | Сергій Бубка Україна                                                                              | 5,92        | Максим Тарасов Росія                                                                   | 5,86     | Жан Гальфйон Франція                                                | 5,86     |
| Стрибки в довжину         | Іван Педросо Куба                                                                                 | 8,70        | Джеймс Бекфорд Ямайка                                                                  | 8,30     | Майк Пауелл США                                                     | 8,29     |
| Потрійний стрибок         | Джонатан Едвардс Велика Британія                                                                  | 18,29 WR    | Браян Веллман Бермудські Острови                                                       | 17,62    | Жером Ромен Домініка                                                | 17,59    |
| Штовхання ядра            | Джон Годіна США                                                                                   | 21,47       | Міка Галварі Фінляндія                                                                 | 20,93    | Ренді Барнс США                                                     | 20,41    |
| Метання диска             | Ларс Рідель Німеччина                                                                             | 68,76 CR    | Володимир Дубровщик Білорусь                                                           | 65,98    | Василь Каптюх Білорусь                                              | 65,88    |
| Метання молота            | Андрій Абдувалієв Таджикистан                                                                     | 81,56       | Ігор Астапкович Білорусь                                                               | 81,10    | Гечек Тібор Угорщина                                                | 80,98    |
| Метання списа             | Ян Железний Чехія                                                                                 | 89,58       | Стівен Беклі Велика Британія                                                           | 86,30    | Борис Генрі Німеччина                                               | 86,08    |
| Десятиборство             | Ден О'Браєн США                                                                                   | 8695        | Едуард Хямяляйнен Білорусь                                                             | 8489     | Майк Сміт Канада                                                    | 8419     |

### Жінки
| Дисципліна             | Золото                                                                             | Золото      | Срібло                                                                                         | Срібло     | Бронза                                                                      | Бронза   |
| ---------------------- | ---------------------------------------------------------------------------------- | ----------- | ---------------------------------------------------------------------------------------------- | ---------- | --------------------------------------------------------------------------- | -------- |
| 100 метрів             | Гвен Торренс США                                                                   | 10,85       | Мерлін Отті Ямайка                                                                             | 10,94      | Ірина Привалова Росія                                                       | 10,96    |
| 200 метрів             | Мерлін Отті Ямайка                                                                 | 22,12       | Ірина Привалова Росія                                                                          | 22,12      | Галина Мальчугіна Росія                                                     | 22,37    |
| 400 метрів             | Марі-Жозе Перек Франція                                                            | 49,28       | Полін Девіс Багамські Острови                                                                  | 49,96      | Джерл Майлз США                                                             | 50,00    |
| 800 метрів             | Ана Фіделія Кірот Куба                                                             | 1.56,11     | Летиція Врісде Суринам                                                                         | 1.56,68 AR | Келлі Голмс Велика Британія                                                 | 1.56,95  |
| 1500 метрів            | Гассіба Булмерка Алжир                                                             | 4.02,42     | Келлі Голмс Велика Британія                                                                    | 4.03,04    | Карла Сакраменту Португалія                                                 | 4.03,79  |
| 5000 метрів            | Соня О'Саллівен Ірландія                                                           | 14.46,47 CR | Фернанда Рібейру Португалія                                                                    | 14.48,54   | Захра Уазіз Марокко                                                         | 14.53,77 |
| 10000 метрів           | Фернанда Рібейру Португалія                                                        | 31.04,99    | Дерарту Тулу Ефіопія                                                                           | 31.08,10   | Тегла Лорупе Кенія                                                          | 31.17,66 |
| 100 метрів з бар'єрами | Ґейл Діверс США                                                                    | 12,68       | Ольга Шишигіна Казахстан                                                                       | 12,80      | Юлія Граудинь Росія                                                         | 12,85    |
| 400 метрів з бар'єрами | Кім Баттен США                                                                     | 52,61 WR    | Тоня Бафорд США                                                                                | 52,62      | Деон Геммінгс Ямайка                                                        | 53,48 NR |
| 4×100 метрів           | СШАСелена Монді-Мілнер Карлетт Гудрі Крісте Гейнс Гвен Торренс Дандре Гілл (забіг) | 42,12       | ЯмайкаДалія Дугейні Джульєт Катберт Беверлі Мак-Дональд Мерлін Отті Мішель Фрімен (забіг)      | 42,25      | НімеччинаМелані Пашке Зільке Ліхтенгаген Зільке-Беате Кнолль Габріеле Бекер | 43,01    |
| 4×400 метрів           | СШАКім Грем Рошель Стівенс Камара Джонс Джерл Майлз Ніколь Грін (забіг)            | 3.22,39     | РосіяТетяна Чебикіна Світлана Гончаренко Юлія Сотникова Олена Андреєва Тетяна Захарова (забіг) | 3.23,98    | АвстраліяЛі Нейлор Рене Поетчка Мелінда Гейнсфорд-Тейлор Кеті Фрімен        | 3.25,88  |
| Марафон                | Мануела Машаду Португалія                                                          | 2:25:39     | Ануца Кетуне Румунія                                                                           | 2:26:25    | Орнелла Феррара Італія                                                      | 2:30:11  |
| Ходьба 10 кілометрів   | Ірина Станкіна Росія                                                               | 42.13 CR    | Елізабетта Перроне Італія                                                                      | 42.16      | Олена Ніколаєва Росія                                                       | 42.20    |
| Стрибки у висоту       | Стефка Костадинова Болгарія                                                        | 2,01        | Аліна Астафей Німеччина                                                                        | 1,99       | Інга Бабакова Україна                                                       | 1,99     |
| Стрибки в довжину      | Фіона Мей Італія                                                                   | 6,98        | Ньюрка Монтальво Куба                                                                          | 6,86       | Ірина Мушаїлова Росія                                                       | 6,83     |
| Потрійний стрибок      | Інесса Кравець Україна                                                             | 15,50 WR    | Іва Пранджева Болгарія                                                                         | 15,18      | Анна Бірюкова Росія                                                         | 15,08    |
| Штовхання ядра         | Астрід Кумбернусс Німеччина                                                        | 21,22       | Хуан Чжихун КНР                                                                                | 20,04      | Светла Міткова Болгарія                                                     | 19,56    |
| Метання диска          | Елліна Звєрєва Білорусь                                                            | 68,64       | Ільке Вілудда Німеччина                                                                        | 67,20      | Ольга Чернявська Росія                                                      | 66,86    |
| Метання списа          | Наталія Шиколенко Білорусь                                                         | 67,56       | Фелічія Тіля Румунія                                                                           | 65,22      | Мікаела Інгберг Фінляндія                                                   | 65,16    |
| Семиборство            | Гада Шуаа Сирія                                                                    | 6651        | Світлана Москалець Росія                                                                       | 6575       | Інанчі Ріта Угорщина                                                        | 6522     |

## Медальний залік
| Місце               | Країна              | Золото | Срібло | Бронза | Загалом |
| ------------------- | ------------------- | ------ | ------ | ------ | ------- |
| 1                   | США                 | 12     | 2      | 5      | 19      |
| 2                   | Білорусь            | 2      | 3      | 2      | 7       |
| 3                   | Італія              | 2      | 2      | 2      | 6       |
| 3                   | Німеччина           | 2      | 2      | 2      | 6       |
| 5                   | Куба                | 2      | 2      | 0      | 4       |
| 6                   | Кенія               | 2      | 1      | 3      | 6       |
| 7                   | Канада              | 2      | 1      | 1      | 4       |
| 7                   | Португалія          | 2      | 1      | 1      | 4       |
| 9                   | Україна             | 2      | 0      | 1      | 3       |
| 10                  | Алжир               | 2      | 0      | 0      | 2       |
| 11                  | Росія               | 1      | 4      | 7      | 12      |
| 12                  | Ямайка              | 1      | 4      | 2      | 7       |
| 13                  | Велика Британія     | 1      | 3      | 1      | 5       |
| 14                  | Болгарія            | 1      | 1      | 1      | 3       |
| 14                  | Фінляндія           | 1      | 1      | 1      | 3       |
| 16                  | Ефіопія             | 1      | 1      | 0      | 2       |
| 16                  | Іспанія             | 1      | 1      | 0      | 2       |
| 16                  | Багамські Острови   | 1      | 1      | 0      | 2       |
| 19                  | Франція             | 1      | 0      | 2      | 3       |
| 20                  | Ірландія            | 1      | 0      | 0      | 1       |
| 20                  | Данія               | 1      | 0      | 0      | 1       |
| 20                  | Сирія               | 1      | 0      | 0      | 1       |
| 20                  | Таджикистан         | 1      | 0      | 0      | 1       |
| 20                  | Чехія               | 1      | 0      | 0      | 1       |
| 25                  | Марокко             | 0      | 3      | 1      | 4       |
| 26                  | Румунія             | 0      | 2      | 0      | 2       |
| 27                  | Австралія           | 0      | 1      | 1      | 2       |
| 27                  | Бурунді             | 0      | 1      | 1      | 2       |
| 29                  | Північна Родезія    | 0      | 1      | 0      | 1       |
| 29                  | Намібія             | 0      | 1      | 0      | 1       |
| 29                  | Бермудські Острови  | 0      | 1      | 0      | 1       |
| 29                  | КНР                 | 0      | 1      | 0      | 1       |
| 29                  | Казахстан           | 0      | 1      | 0      | 1       |
| 29                  | Мексика             | 0      | 1      | 0      | 1       |
| 29                  | Суринам             | 0      | 1      | 0      | 1       |
| 36                  | Польща              | 0      | 0      | 2      | 2       |
| 36                  | Угорщина            | 0      | 0      | 2      | 2       |
| 38                  | Бразилія            | 0      | 0      | 1      | 1       |
| 38                  | Домініка            | 0      | 0      | 1      | 1       |
| 38                  | Норвегія            | 0      | 0      | 1      | 1       |
| 38                  | Нігерія             | 0      | 0      | 1      | 1       |
| 38                  | Саудівська Аравія   | 0      | 0      | 1      | 1       |
| 38                  | Тринідад і Тобаго   | 0      | 0      | 1      | 1       |
| Загалом (43 збірні) | Загалом (43 збірні) | 44     | 44     | 44     | 132     |